# 谷口綾子
谷口 綾子（たにぐち あやこ、1973年 - ） は、日本の工学者。専門は土木計画学、交通工学。筑波大学大学院システム情報系社会工学域教授、内閣府規制改革推進会議委員。交通図書賞等受賞。

## 人物・経歴
北海道札幌市生まれ。1991年北海道札幌北高等学校卒業。1995年北海道大学工学部土木工学科卒業。1997年北海道大学大学院工学研究科土木工学専攻修了、日本データーサービス入社。1999年北海道開発技術センター出向。2003年、北海道大学大学院工学研究科都市環境工学博士後期課程修了（課程短縮）、博士（工学）。
同年東京工業大学理工学部土木工学科科学研究支援員。2004年日本学術振興会特別研究員（東京工業大学）。2005年筑波大学大学院システム情報工学研究科講師。2012年カールスタード大学客員研究員（日本学術振興会特定国派遣研究者）。2013年筑波大学大学院システム情報系准教授。2019年筑波大学大学院システム情報系教授。
同年内閣府規制改革推進会議委員、藤沢市都市計画審議会委員。2020年国土交通省社会資本整備審議会委員、守谷市地域公共交通活性化協議会委員、運輸総合研究所評議員。2022年内閣府土地等利用状況審議会委員、埼玉県国土利用計画審議会委員。2023年首都高速道路事業評価監視委員会委員。専門は土木計画学、交通工学。

## 受賞
- 日本都市計画学会論文奨励賞 2002年[4]
- 第一回米谷・佐佐木賞博士論文部門 2006年[4]
- 日本道路会議優秀論文賞 2007年[4]
- 第三回日本モビリティ･マネジメント会議プロジェクト賞 2008年[4]
- 交通図書賞 2009年[4]
- JCOMMデザイン賞 2017年[5]
- JCOMM技術賞 2017年[5]
- グッドデザイン賞 2020年[5]